# Aérodrome de Noertrange
L’aérodrome de Noertrange (en allemand : Flugplatz Nörtringen) est un aérodrome destiné à l'aviation générale situé sur le territoire de la commune de Winseler au Luxembourg.

## Histoire

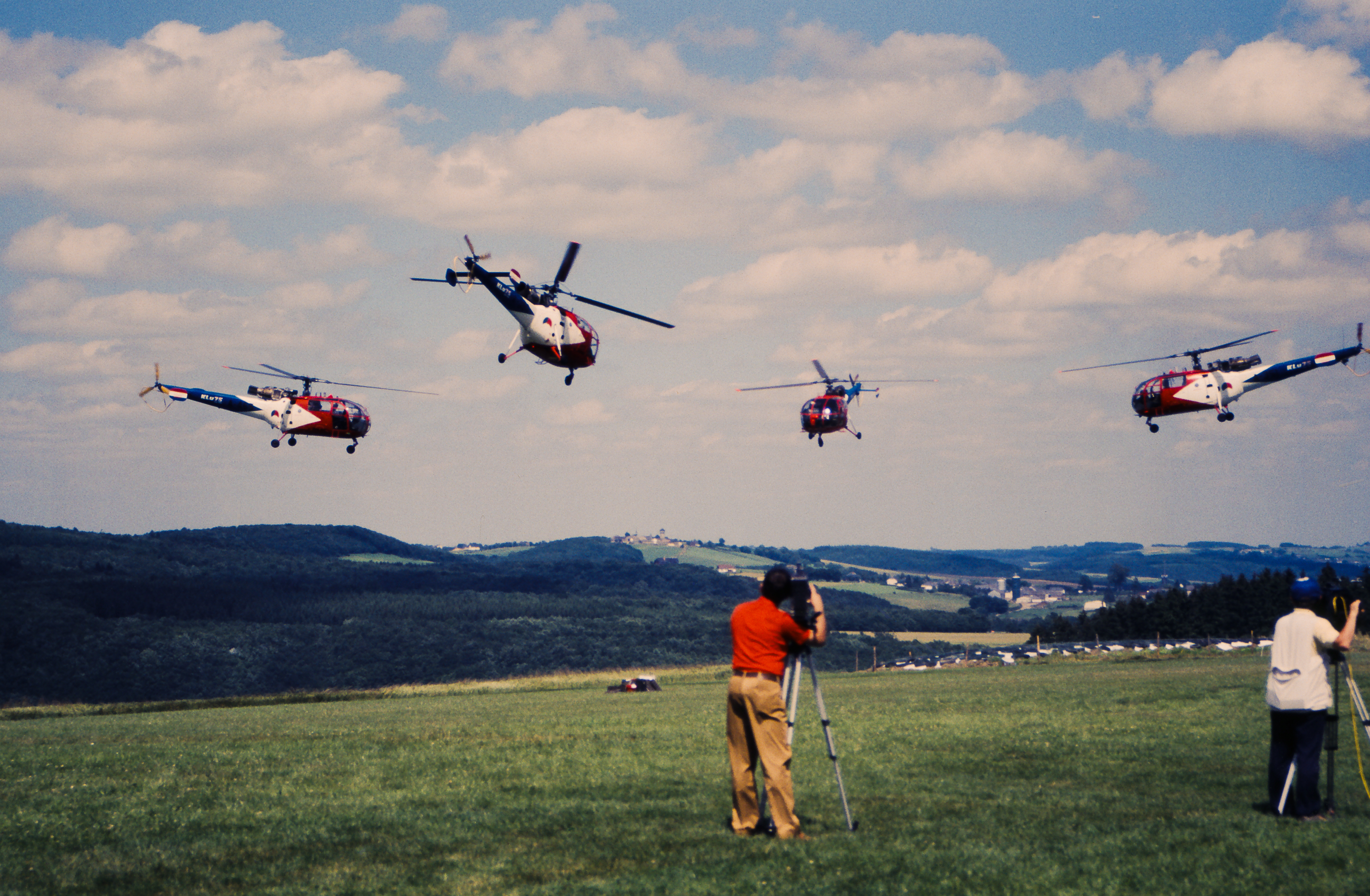
Alouette III Grasshoppers au meeting de Wiltz-Noertrange de juillet 1988.

L'aérodrome est mis en service le 17 juillet 1956.
Jusqu'à l'ouverture de l'aérodrome de Medernach en 1987, il servait également à la pratique de l'ULM, autorisée au Luxembourg en 1985,.

## Installations
La piste mesure 660 mètres de long pour 30 mètres de large. Le site est géré par la fédération aéronautique luxembourgeoise.